# Nato per questo
Nato per questo è un singolo del rapper italiano Capo Plaza, pubblicato il 13 ottobre 2023 come primo estratto dal terzo album in studio Ferite.

## Video musicale
Il videoclip ufficiale, diretto da Camille Vialet e prodotto dal regista francese William Thomas, è stato reso disponibile in concomitanza con il lancio del singolo attraverso il canale YouTube del rapper. Le riprese sono avvenute a Parigi tra il Ponte Alessandro III e Place Vendôme.

## Tracce
1. Nato per questo – 2:47

## Formazione
- Capo Plaza - voce
- Ava - produzione
- Blssd - produzione

## Classifiche

### Classifiche settimanali
| Classifica (2023) | Posizione massima |
| ----------------- | ----------------- |
| Italia            | 14                |

### Classifiche di fine anno
| Classifica (2024) | Posizione |
| ----------------- | --------- |
| Italia            | 95        |